# Marathon van Milaan 2010
De Marathon van Milaan 2010 vond plaats op maandag 11 april 2010. Het was de tiende editie van deze marathon.
De wedstrijd bij de mannen werd een overwinning voor de Keniaan Jafred Chirchir Kipchumba. Hij finishte in 2:09.15 en had ruim twee minuten voorsprong op zijn landgenoot Charles Kamathi. Bij de vrouwen zegevierde de Ethiopische Asnakech Mengistu in 2:25.50.

## Uitslag
Mannen
| rang | naam                      | land | tijd    |
| ---- | ------------------------- | ---- | ------- |
| 1    | Jafred Chirchir Kipchumba | KEN  | 2:09.15 |
| 2    | Charles Kamathi           | KEN  | 2:11.24 |
| 3    | Teferi Kebede Balcha      | ETH  | 2:11.35 |
| 4    | Abebe Negewo Degefa       | ETH  | 2:13.04 |
| 5    | Robert Cheboror           | KEN  | 2:13.46 |
| 6    | Sentayehu Ejigu Merga     | ETH  | 2:15.38 |
| 7    | Elijah Sang Kipruto       | KEN  | 2:16.03 |
| 8    | William Rotich            | KEN  | 2:17.28 |
| 9    | Abdelkebir Lamachi        | MAR  | 2:19.53 |
| 10   | Ahmed Ezzobayry           | FRA  | 2:19.53 |

Vrouwen
| rang | naam                    | land | tijd    |
| ---- | ----------------------- | ---- | ------- |
| 1    | Asnakech Mengistu       | ETH  | 2:25.50 |
| 2    | Anne Berewe Cheptanui   | KEN  | 2:28.22 |
| 3    | Yeshimebet Tadesse Bifa | ETH  | 2:36.04 |
| 4    | Marcella Mancini        | ITA  | 2:37.43 |
| 5    | Jinxue Chang            | CHN  | 2:42.47 |
| 6    | Daneja Grandovec        | SLO  | 2:46.28 |
| 7    | Sanna Kullberg          | FIN  | 2:48.09 |
| 8    | Giuseppina Chiolo       | ITA  | 2:49.59 |
| 9    | Beatriz Molina          | ESP  | 2:50.50 |
| 10   | Ilaria Zaccagni         | ITA  | 2:53.04 |

2000 ·
2001 ·
2002 ·
2003 ·
2004 ·
2005 ·
2006 ·
2007 ·
2008 ·
2009 ·
2010 ·
2011 ·
2012 ·
2013 ·
2014 ·
2015 ·
2016 ·
2017